# John A. Durkin
John A. Durkin (Brookfield, 1936. március 29. –‎ Franklin, 2012. október 16.) az Amerikai Egyesült Államok szenátora (New Hampshire, 1975–1980).